# Cabo Home
Cabo Home  es un pequeño cabo de Punta Sumalvido, en el extremo más occidental de la península del Morrazo, que separa las rías de Vigo y Pontevedra en la costa atlántica pontevedrense de Galicia en España, en terrenos de la aldea de Donón que es parte de la parroquia de O Hío del municipio de Cangas del Morrazo. Esta punta, en la que se alza un esbelto faro, uno de los más altos de todo el litoral gallego, da nombre de forma popular a toda el área que comprende, además de Punta Sumalvido,  Punta Robaleira, la ensenada de Melide, Punta Subrido y cabo Pequeño, y que cierra la entrada a la ría de Vigo por la parte norte, forma el "canal norte" de entrada a la ría. Esta área forman parte de la denominada Costa de la Vela o Soavela  integrada en el espacio protegido, y perteneciente a la Red Natura 2000 y es Zona Especial de Conservación-ZEC declarada por el decreto 37/2014 del 27 de marzo de 2014. Es contigua al parque natural de Parque nacional de las I las Atlánticas.  Está declarada Zona de Especial Protección de los Valores Naturales y Lugar de Interés Comunitario. Hay un recorrido conocido como Sendeiro de Cabo Home.

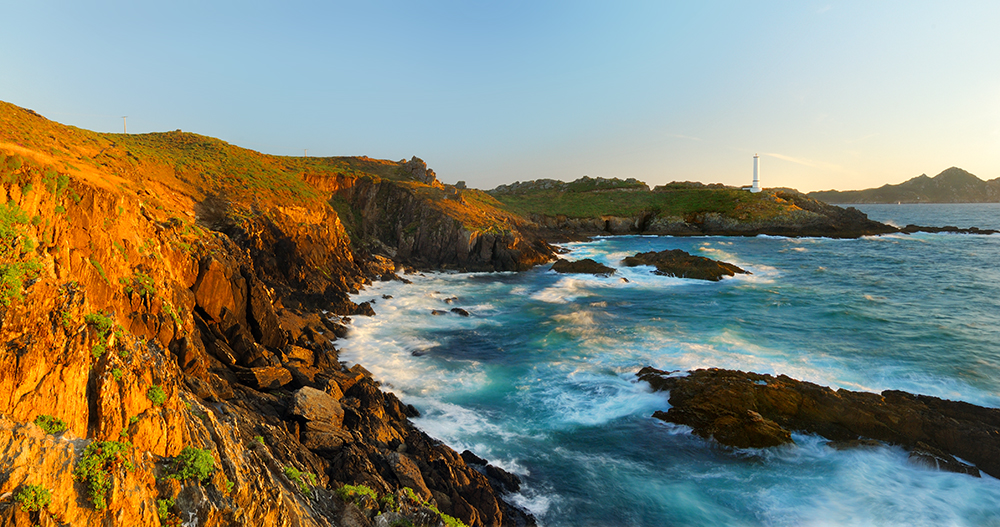
Faro de cabo Home

En el espacio que hay entre Cabo Home y Punta Subrido, escasamente 2 km, se alzan tres faros y dos arenales, la cala Ana bajo Punta Robaleira y la playa de Medile rodeada por un bosque de pinos y franqueada por rocas.

## Los faros de Cabo Home
En los escasos 2 km de extensión que tiene Punta Sumalvido se alzan tres faros gestionados por la Autoridad Portuaria de Vigo. y que marcan la entrada de la ría de Vigo y la Costa de la Vela.

### El faro Cabo Home
En la punta de Cabo Home se alza un faro que cilíndrico de 18 metros de altura, de los más altos del litoral gallego, que señala  la entrada de ría de Vigo entre las Islas Cíes y la Costa de la Vela. Está pintado en blanco y azul y su linterna, que está  situada a 38 metros de altura sobre el mar, está formada de tres linternas, la principal, la auxiliar y la de emergencia. 
Su luz es blanca y destella cada 3 segundos llegando a las 9 millas (12 km) en el sector entre los rumbos 90°-180°.

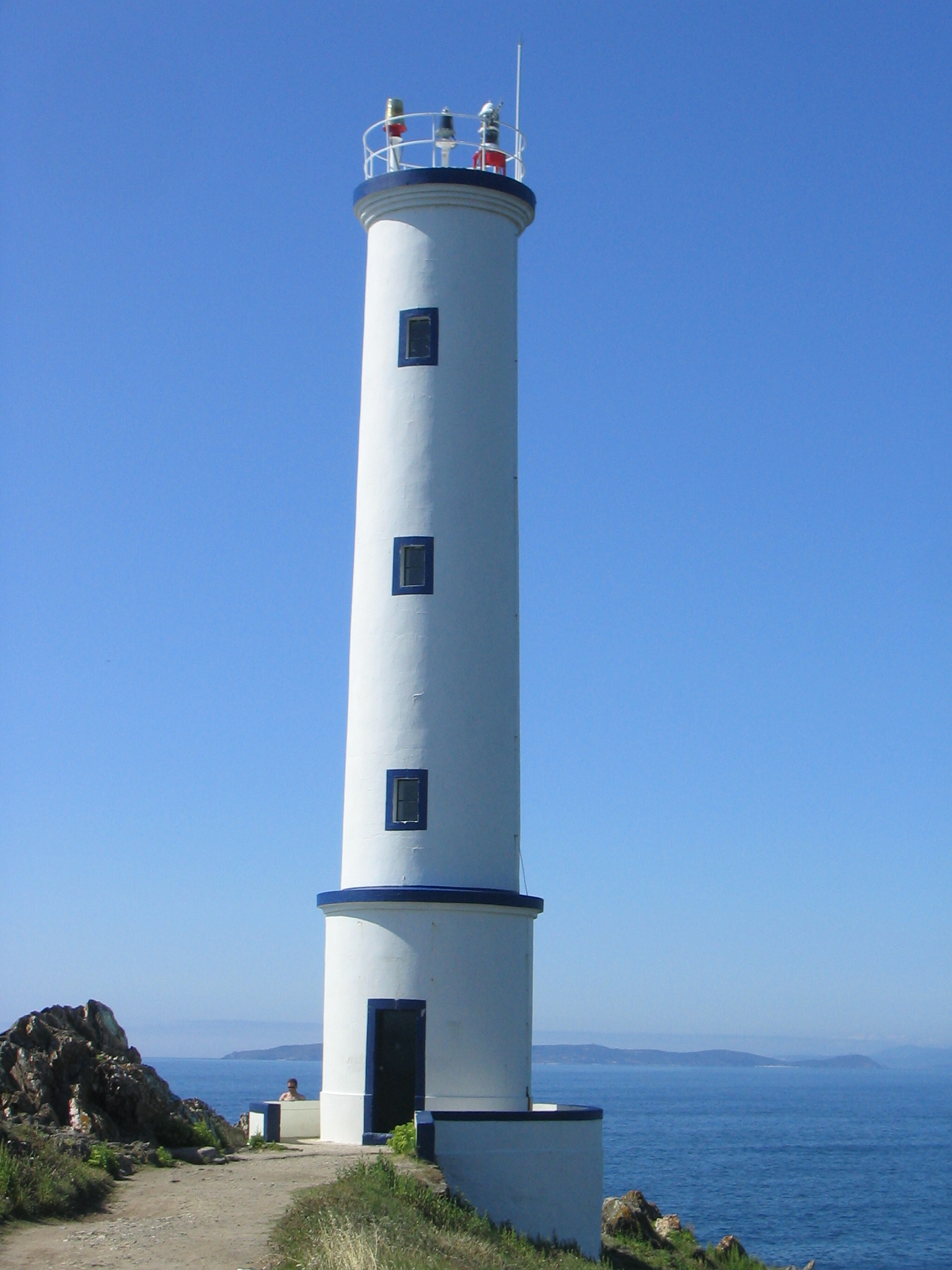
Faro de cabo Home

Fue  construido en 1853 y en 1888 se le añadió la sirena para la nieva, por ella se le ha apodado "la vaca de Fisterra".
- Características

N.º Internacional:  D-1876
Situación: Latitud 42° 15,20 N Longitud 8° 52,30 W
Datos Técnicos: Señal luminosa enfilación
Luz Anterior: a 815 metros hacia el sur (Punta Subrido)
Enfilación: 129°
Tipo de Marca: Torre cilíndrica blanca.
Altura del Plano Focal: 38 metros.
Altura del Soporte:  18 metros.
Características de la Luz: D
Ritmo de la luz: L 1 oc 2
Periodo de la luz 3.0 segundos.
Color de la luz: BLANCO
Sector: Vis 90°-180°
Alcance Nominal Nocturno: 9 Millas

### Faro de Punta Robaleira

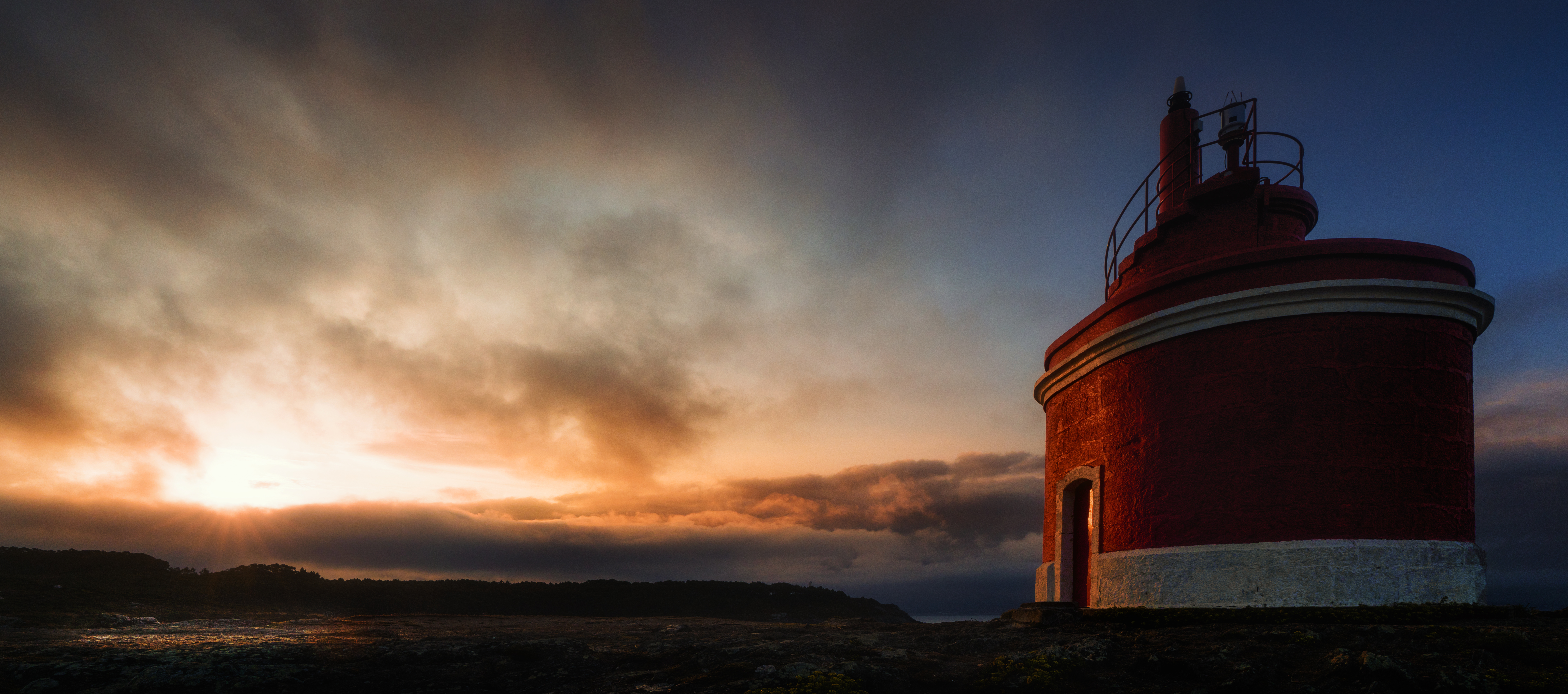
Faro de Punta Robaleira

Entre cabo Home y punta Subrido y con el objetivo de ayudar en la norte de a la ría de Vigo se laza la singular construcción del faro de punta Robaleira. Una pequeña torre cilíndrica construida en mampostería, de 6 metros de altura y cierta anchura en color rojo que pone su linterna a 27 metros sobre el nivel del mar. Desde este punto, se contempla, a la Demora 252° al faro de Monte Agudo en las Islas Cíes del que la separan 1,42 Millas marinas (2,6 kilómetros). Incorpora un racon (transpondedor de la señal de radar marítimo) que complementa la señal luminosa.
La luz es de color blanca y roja de sectores en grupo de 2 destellos cada 8 segundos. Su alcance es de 11 millas para la luz blanca y 9 millas para la roja. Baliza bajos peligrosos como la piedra La Redonda y los Capetudos, así como otros petones vecinos de punta Robaleira. El área marítima que lo rodea es uno de los lugares elegidos para realizar submarinismo y el él se halla un pecio, resto de los muchos naufragios sucedidos en la zona y que también recuerda la cruz en memoria del pescador Pepe Ruíz víctima de uno de ellos.
- Características

N.º Internacional: D-1874
Situación: Latitud 42° 15,10N Longitud 008º 52,30W
Datos Técnicos: Señal luminosa tipo baliza.
Tipo de Marca: Torre cilíndrica roja.
Altura del Plano Focal: 27 metros.
Altura del Soporte:  6 metros.
Características de la Luz: GpD(2)
Ritmo de la luz: L 0,5 oc 1,5 L 0,5 oc 5,0
Periodo de la luz 8.0 segundos.
Color de la luz: BLANCO-ROJO
Sector: 300,5° B 321,5° R 090º. Obscd 115,5° R 170,5°
Alcance Nominal Nocturno: B11-R9 Millas
RACON
Identificador morse: C
Identificador Radioseñal : 1057
Tipo Frecuencia: Ágil
Bandas: S,X
Distancia de Reconocimiento: 22.0 metros.

### Faro de Punta Subrido
El faro de Punta Subrido, en el extremo suroccidental de la península del Morrazo, marcando la entrada sur de la ría de Vigo, se alza sobre la playa de Melide y la de Barra. Su fisonomía es similar al cercano faro de Cabo Home, una esbelta torre cilíndrica blanca con una base azul, en esta de 13 metros de altura y con dos pisos cobija en su cúspide la linterna que se alza a 53 metros sobre el nivel del mar en las coordenadas 42° 14,5´N / 08º 49,8´O. Junto a la linterna se han instalado varias antenas y cámaras de vídeo completando de esta forma la instalación de señalizan marítima.
Este faro tiene una luz blanca que llega a las 10 milla con una ocultación de 6 segundos que, junto a su vecino faro de Cabo Home, tiene el cometido de marcar la entrada de la ría de Vigo con el alineamiento al Rv:129° de ambas luces. Desde este punto se observa la boya cilíndrica lateral Br N.º 2 del Subrido, fondeada a 18 metros de profundidad, de color rojo y que emite una luz roja en grupos de 4 destellos en 11 segundos, con un alcance de 5 millas. Esta boya baliza los bajos del cabo, que despide una restinga peligrosa con piedras que descubren en bajamar hasta la roca Omear situada a unos 140 metros al 237° de la punta. Entre el fondeo de la n.º 2 y el bajo de Omear hay un paso de 200 metros de ancho con fondos de 14 metros.
A caballo entre la dureza oceánica y la placidez de la Ría de Vigo, en la Punta del Subrido, se eleva la otra torre cilíndrica de color blanco de la enfilación posterior de Cabo Home, y el tercer faro que en pocos metros son uno de los referentes de este final de la Península de O Morrazo.
Con su gemelo con el que hace la función de guía para entrar en la ría tiene pocas diferencias, igual esbeltez aunque menor altura, sus 13 metros son suficientes pues al estar en la cima del cabo, su elevación del plano focal alcanza los 53 metros sobre el nivel del mar contra los 38 del de Cabo Home. Suficiente para que sus dos luces alineadas al Rv: 129.º sean marca perfecta para arribar a buen fin.
- Características

N.º Internacional: D-1876.1
Situación: Latitud 42° 14,90 N Longitud 8° 51,90 W
Datos Técnicos: Señal luminosa enfilación
Luz posterior: a 815 metros hacia el sur (Faro de Cabo Home)
Enfilación: 129°
Tipo de Marca: Torre cilíndrica blanca.
Altura del Plano Focal: 53 metros.
Altura del Soporte:  13 metros.
Características de la Luz: Oc
Ritmo de la luz: L 4,5 oc 1,5
Periodo de la luz 6.0 segundos.
Color de la luz: BLANCO
Sector: Vis 90°-180°
Alcance Nominal Nocturno: 11 Millas

## Playa de Melide

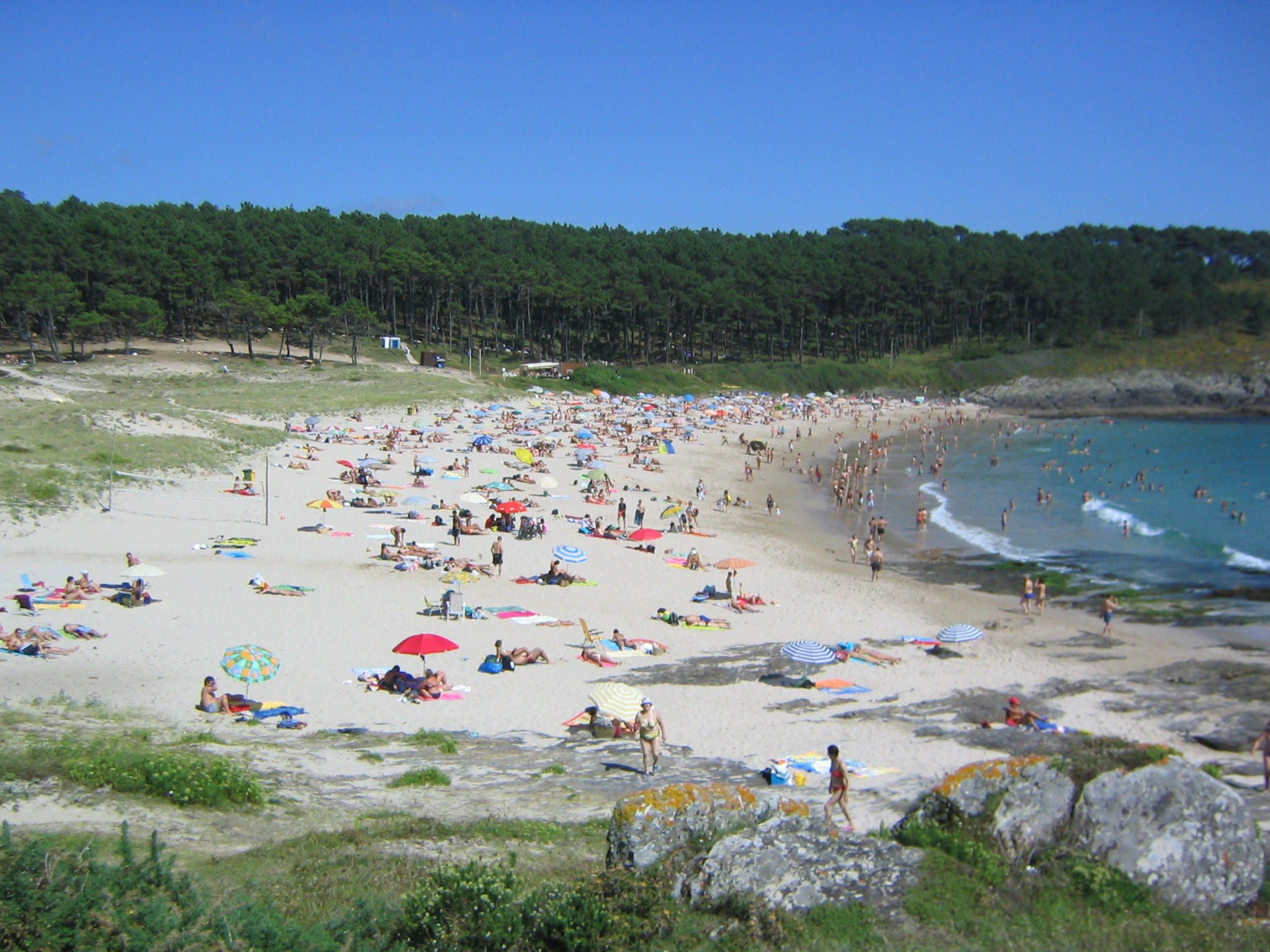
Playa de Melide.

La playa de Melide se ubica en la  pequeña ensenada de Melide, que se abre entre Punta Robaleira y Punta Fuxiño, la acumulación de arena forma un sistema dunar excelentemente conservado, que da soporte a un pinar. Esta playa esta es el centro del área conocida como Cabo Home debido a uno de los cabos que tiene esta pequeña península y que la finaliza por el oeste, dando paso a la acantilada costa de Soavela. La playa, con fina arena blanca y oleaje moderado, tiene una longitud de 250 m y una anchura media de 40, en su lado derecho, hacia  Punta Robaleira, tras pasar un roquedal, se abre la pequeña cala de Ana, ambas conforman el corazón del espacio natural de Cabo Home. La playa de Melide es Bandera Azul.